# 戸田駅 (山口県)
戸田駅（へたえき）は、山口県周南市大字夜市（やじ）字中村にある、西日本旅客鉄道（JR西日本）山陽本線の駅。

## 歴史
- 1911年（明治44年）3月1日：鉄道院山陽本線福川駅 - 富海駅間に新設開業[2]。旅客・貨物取扱開始[2]。
- 1962年（昭和37年）9月1日：貨物取扱廃止[2]。
- 1984年（昭和59年）2月1日：荷物扱い廃止[2]。
- 1987年（昭和62年）4月1日：国鉄分割民営化により、西日本旅客鉄道（JR西日本）の駅となる[2]。
- 2023年（令和5年）4月1日：ICカード「ICOCA」の利用が可能となる[3][4]。
- 2025年（令和7年）6月：簡素な駅舎に改築[5]。

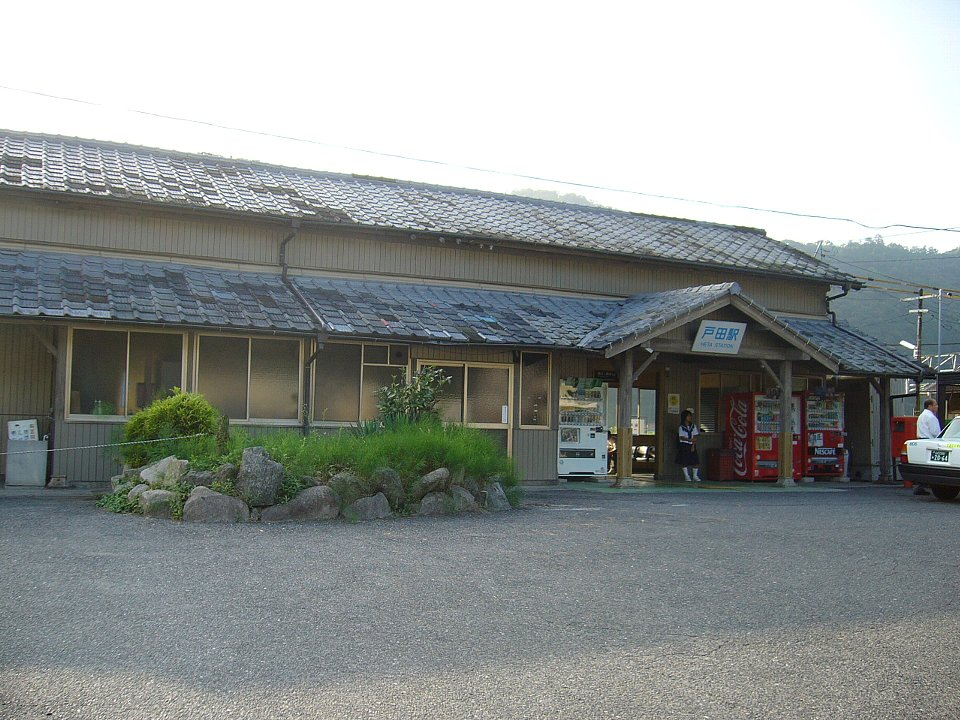
旧駅舎（2006年8月）

## 駅構造
単式・島式複合型2面3線を有する地上駅。
無人駅であるが、駅舎内に自動券売機が設置されている。

### のりば
| のりば | 路線      | 方向 | 行先                   | 備考                    |
| ------ | --------- | ---- | ---------------------- | ----------------------- |
| 1・2   | ■山陽本線 | 上り | 徳山・岩国方面         | 2番のりばは一部列車のみ |
| 3      | ■山陽本線 | 下り | 防府・新山口・下関方面 |                         |

## 利用状況
1日の平均乗車人員は以下の通りである。
| 乗車人員推移 | 乗車人員推移 |
| 年度         | 1日平均人数  |
| ------------ | ------------ |
| 1999         | 490          |
| 2000         | 448          |
| 2001         | 416          |
| 2002         | 418          |
| 2003         | 429          |
| 2004         | 414          |
| 2005         | 403          |
| 2006         | 399          |
| 2007         | 397          |
| 2008         | 411          |
| 2009         | 393          |
| 2010         | 386          |
| 2011         | 395          |
| 2012         | 392          |
| 2013         | 399          |
| 2014         | 352          |
| 2015         | 341          |
| 2016         | 347          |
| 2017         | 343          |
| 2018         | 361          |
| 2019         | 354          |
| 2020         | 296          |
| 2021         | 285          |
| 2022         | 314          |

## 駅周辺
- 山陽自動車道徳山西IC
- 国道2号
- 道の駅ソレーネ周南
- 湯野温泉
- 戸田郵便局
- 湯野郵便局
- 周南市立戸田小学校
- 周南市立夜市小学校
- 周南市立桜田中学校
- 周南市役所夜市支所
- 周南市役所戸田支所
- 周南市役所湯野支所

## バス路線
「戸田駅前」停留所にて、防長交通による以下の路線が発着する。周南市街の西端として拠点駅となっており、当駅折り返しのバスも多い。
高速バス
- 福岡・防府・周南ライナー：下松市役所 / 博多バスターミナル
- 広島線：広島バスセンター / 山口大学

一般路線バス
- 31・110：下松駅北口
- 81・150：徳山駅前
- 82・150：徳山駅前 / 防府駅前
- 83・150：徳山駅前 / 湯野温泉
- 84・150：徳山駅前 / 柚木河内

## 隣の駅
西日本旅客鉄道（JR西日本）
■山陽本線
福川駅 - 戸田駅 - 富海駅